# Želva

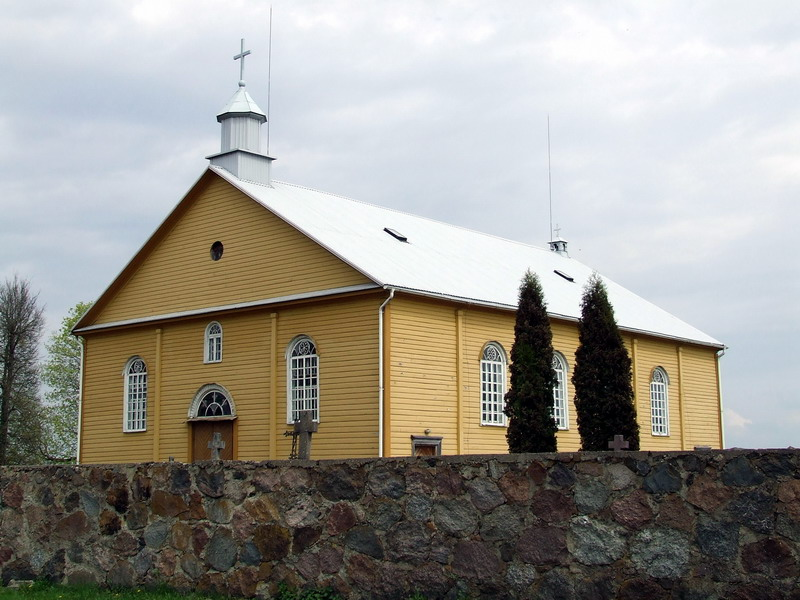
Kirche

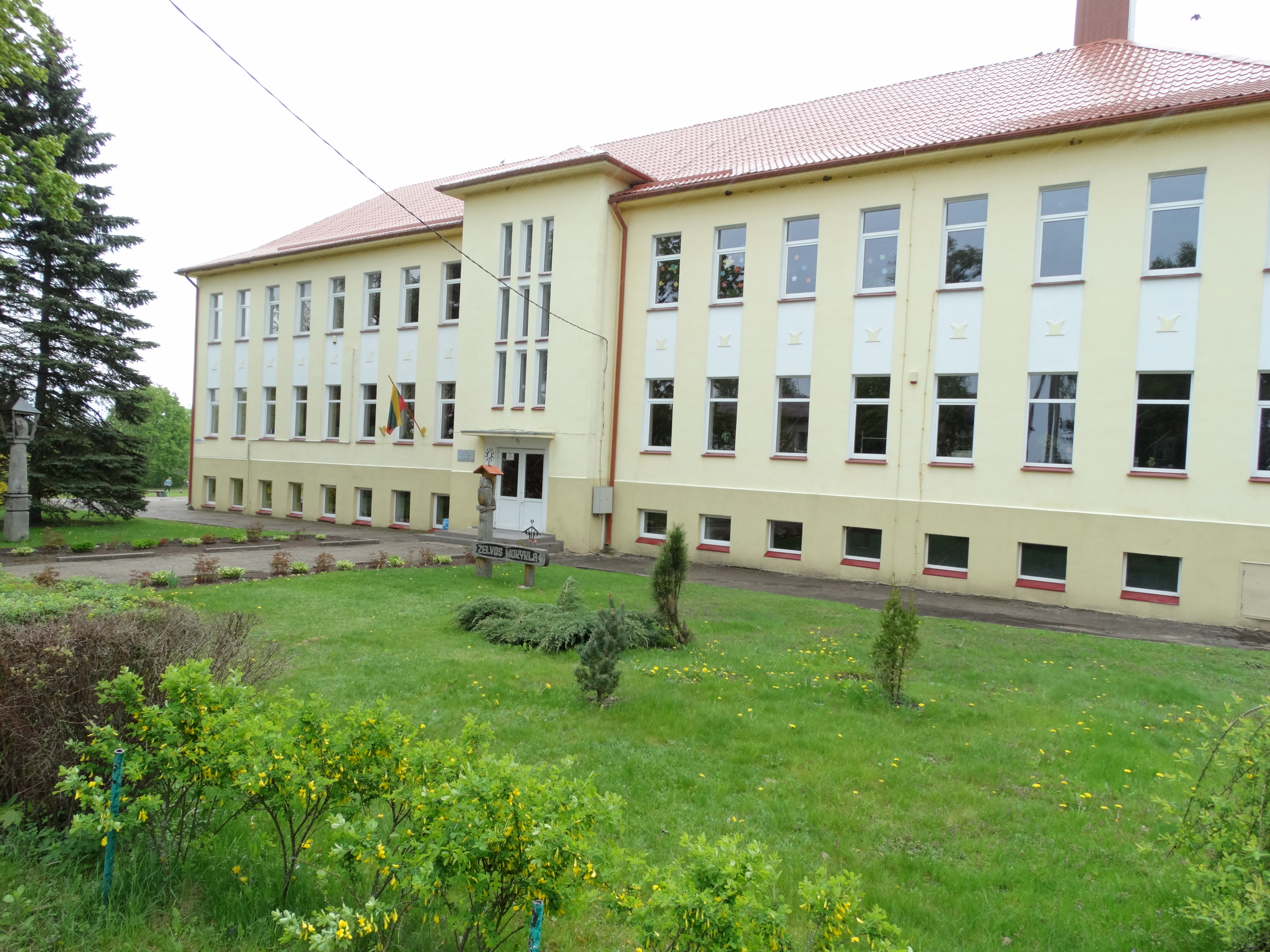
Gymnasium

Želva ist ein Städtchen in der Rajongemeinde Ukmergė, Bezirk Vilnius, Litauen, an der Fernstraße 115 (Ukmergė–Molėtai), an der Želvelė (Nebenfluss der Siesartis). Es ist das Zentrum des Amtsbezirks (seniūnija) und des Unteramtsbezirks (seniūnaitija).
Es gibt die katholische St. Ignaz Loyola-Kirche  (gebaut 1892), die Synagoge Želva, das Gymnasium Želva, Bibliothek, ein Postamt (LT-20015), Pferderennen-Hippodrom (seit 1979).

## Personen
- Aaron Klug (1926–2018), britischer Biochemiker und Molekularbiologe, Nobelpreisträger
- Vydas Paknys (* 1968), litauischer Politiker, Bürgermeister der Rajongemeinde Ukmergė